# Microtus lusitanicus
Microtus lusitanicus е вид бозайник от семейство Хомякови (Cricetidae).

## Разпространение
Видът е разпространен в Испания, Португалия и Франция.